# Западноуилтшърски хълмове
Западноуилтшърските хълмове (на английски: West Wiltshire Downs) е хълмиста равнина в южна Англия.
Разположена е в югозападната част на графство Уилтшър. На север преминава в Солсбърийската равнина, а на юг в платото Кранбърн Чейс.